# سلسک
سلسک (انگلیسی: Celesc) شرکت برق برزیلی است، که در سال ۱۹۵۵ میلادی تأسیس شد.